# Habrotrocha elusa
Habrotrocha elusa är en hjuldjursart som beskrevs av Colin Milne 1916. Habrotrocha elusa ingår i släktet Habrotrocha och familjen Habrotrochidae.

## Underarter
Arten delas in i följande underarter:
- H. e. elusa
- H. e. vegeta